# Mitglieder der verfassunggebenden preußischen Landesversammlung
Die Liste enthält die Mitglieder der verfassunggebenden preußischen Landesversammlung von 1919 bis 1921.
Abkürzungen:
- Deutsch-Hannoversche Partei = DHP
- Deutschnationale Volkspartei = DNVP
- Deutsche Demokratische Partei = DDP
- Deutsche Volkspartei = DVP
- Schleswig-Holsteinische Landespartei = SHLP
- Sozialdemokratische Partei Deutschlands = SPD
- Unabhängige Sozialdemokratische Partei Deutschlands = USPD
- Vereinigte Kommunistische Partei Deutschlands = VKPD
- Zentrumspartei = Z

## A
- Abderhalden, Emil, DDP (ausgeschieden 1919)
- Albrecht, Otto, SPD
- Altegoer, Gustav, Z
- Andres, Franz, Z
- Arendsee, Martha, USPD (seit 1920 VKPD)
- Aronsohn, Louis, DDP
- Aronsohn, Max, DDP
- Aßmann, Julius, DVP
- Auch, Johann, SPD
- Auersbach, Carl, SPD

## B
- Barteld, Adam, DDP (nachgerückt am 29. September 1919 für Rudolf Otto)[1]
- Bartels, Friedrich, SPD
- Baumann, Emil, SPD
- Baumeister, Konstantin, SPD
- Behrendt, Joseph, Z
- Beinkämpen, Fritz, SPD
- Bell, Johannes, Z
- Bellert, August, USPD (seit 1920 VKPD, nachgerückt am 26. März 1919 für Karl Schlösser)[1]
- Belzer, Emil, Z
- Bensch, Georg, Z
- Berens, Gerhard, Z
- Berghaus, Jann, DDP
- Bergmann, Johann, Z
- Berndt, Conrad, DDP
- Berten, Peter, USPD (eingetreten 1920)
- Beutler, Carl, DDP
- Beyer, Eduard, Z
- Beyer, Alfred, SPD
- Biester, Karl, Z/DHP
- Blank, Christian, Z
- Blau, Paul, DNVP
- Blödhorn, Christoph, SPD (nachgerückt am 17. März 1920 für Eugen Sellin)[1]
- Boelitz, Otto, DVP
- Böer, Oscar, DDP
- Bollert, Gerhart, DDP
- Borowski, Albert, SPD
- Böse, Heinrich, SPD
- Brackmann, Karl, Z/DHP
- Brandenburg, Ernst, SPD
- Bräucker, Julius, SPD
- Brecour, Wilhelm, SPD
- Brey, August, SPD
- Brill, Arthur, SPD
- Bronisch, Gotthelf, DNVP
- Brückner, Eugen, SPD
- Brunner, Louis, SPD
- Bruns, Bernhard, SPD
- Brust, August, Z
- Bubert, Walter, SPD
- Budjuhn, Gustav, DNVP
- Buers, Heinrich, DDP
- Busch, Wilhelm, Z

## C
- Cassel, Oskar, DDP
- Christange, Wilhelm, USPD
- Clausen, Johannes, SPD
- Cohaus, Edmund, Z
- Cohn, Oskar, USPD
- Conradt, Max, DNVP
- Correns, Friedrich, DNVP (ausgeschieden 1919)
- Crüger, Hans, DDP
- Cunow, Heinrich, SPD

## D
- Dallmer, Franz, DNVP
- Dannenberg, Georg von, Z/DHP
- Daubenthaler, Karl, SPD
- Decker, Adolf, SPD
- Deerberg, Friedrich, DNVP
- Degenhardt, Hermann, DDP
- Dietrich, Emil, Z
- Dinslage, Anton, Z
- Dolezych, Max, DNVP
- Dominicus, Alexander, DDP
- Dönhoff, Martha, DDP
- Dörnke, Ludwig, SPD
- Dransfeld, Hedwig, Z (ausgeschieden am 21. Juni 1920)
- Drinnenberg, August, Z
- Düker, Johann, DDP

## E
- Eberle, Hugo, SPD
- Eberle, Karl, SPD
- Ebersbach, Emil, DNVP
- Ege, Lina, SPD
- Ehlers, Heinrich, DDP
- Eismann, Adam, Z
- Elsner, Heinrich, Z
- Eßer, Thomas, Z

## F
- Faber, Emil, SPD
- Faltin, Joseph, Z
- Faßbender, Martin, Z
- Feldhuß, Maria, Z
- Feller, Wilhelm, SPD (eingetreten 1920)
- Fenner, Heinrich, DDP
- Fey, Georg, SPD
- Fischer, Theodor, SPD
- Frahm, Friedrich, DNVP
- Frank, Otto, SPD
- Frank, Josef Maria, SPD
- Franz, Julius, SPD
- Frenzel, Otto, DDP
- Freymuth, Arnold, SPD
- Friedberg, Robert, DDP
- Fries, Fritz, SPD
- Fritsch, Otto, SPD
- Fuchs, Ludwig, DNVP

## G
- Garbe, Hermann, SPD
- Garnich, Hugo, DVP
- Garnich, Lotte, DVP
- Gebeschus, Eugen, DVP (ausgeschieden am 17. April 1919)
- Gebhardt, Magnus, SPD
- Geil, Hermann Josef, Z
- Giese, Elisabeth, Z (eingetreten am 15. September 1920)
- Goebel, Hermann, Z
- Goll, Emil, DDP
- Görck, Wilhelm, DVP
- Gospos, Alois, Z
- Gotthusen, Barbara, SPD
- Gottschalk, August, DDP (eingetreten am 7. Mai 1919)
- Gottwald, Adolf, Z
- Grabowski, Adolf, DDP
- Graef, Walther, DNVP
- Gräf, Eduard, SPD
- Grasse, Emma, SPD
- Grebe, Friedrich, Z
- Gronowski, Johannes, Z
- Grund, Bernhard, DDP
- Grzesinski, Albert, SPD

## H
- Haas, August, SPD
- Haberland, Karl, SPD
- Hache, Emil, DNVP
- Hacks, Franz, SPD
- Haenisch, Konrad, SPD
- Haese, Otto, SPD
- Hagemeister, Paul, DDP (eingetreten 1920)
- Hager, Paul, Z
- Hammer, Friedrich, DNVP
- Hanna, Gertrud, SPD
- Harsch, Peter, Z
- Hartwig, Theodor, SPD
- Haseloff, Hugo, DNVP (eingetreten am 17. September 1919)
- Hauke, Paul, SPD
- Hauschildt, Richard, SPD
- Heilbrunn, Ludwig, DDP (ausgeschieden am 11. September 1919)
- Heilmann, Ernst, SPD
- Heine, Margarete, DDP
- Heinemann, Hugo, SPD
- Heiser-Jaquet, Else, SPD
- Held, Theodor, DVP
- Heller, Gustav, SPD
- Hempel, Bruno, SPD (eingetreten am 5. Januar 1920)
- Hennig, Paul, DVP
- Herbert, Fritz, SPD
- Hergt, Oskar, DNVP
- Herkenrath, Heinrich, Z
- Herold, Carl, Z
- Herrmann, Louis, DNVP
- Heß, Joseph, Z
- Heßberger, Maria, Z
- Hirsch, Paul, SPD
- Hirtsiefer, Heinrich, Z
- Hoetzsch, Otto, DNVP
- Hoffmann, Adolph, USPD (seit 1920 VKPD)
- Hoffmann, Paul, USPD (seit 1920 VKPD)
- Hoffmann, Georg, DNVP
- Hoffmann, Otto, DDP
- Höfler, Max, DDP
- Hollmann, Ludwig, DVP
- Hue, Otto, SPD
- Husemann, Friedrich, SPD

## I
- Iversen, Willy, DDP/SHLP

## J
- Jacoby-Raffauf, Wilhelm, Z
- Jahnke, Willy, SPD
- Jansen, Robert, DDP
- John, Christine, USPD
- Jordan, Otto, DDP
- Juds, Hermann, DDP
- Jünger, Otto, SPD

## K
- Kähler, Luise, SPD
- Kähler, Wilhelm, DNVP
- Kahl, Fritz, SPD
- Kahl, Anna, SPD (eingetreten 1920)
- Kalinowski, Franz, SPD
- Kalle, Wilhelm, DVP
- Kamp, Kaspar, Z
- Kanitz, Gerhard Graf von, DNVP
- Kanzow, Karl, DDP
- Kardorff, Siegfried von, DNVP
- Karger, Franz, SPD
- Kastert, Bertram, Z
- Kaufmann, Franz Alexander, DNVP
- Kaulen, Carl, Z (eingetreten am 17. Juni 1919)
- Kerber, Gustav, DDP
- Kessel, Kurt von, DNVP (seit 1920 fraktionslos)
- Kilian, Otto, USPD (seit 10. Dezember 1920 VKPD)
- Kimpel, Heinrich Theodor, DDP
- Klaußner, Georg, USPD
- Kleinspehn, Johannes, USPD
- Kley, Otto, Z
- Klingemann, Karl, DNVP
- Klodt, Emil, USPD
- Kloft, Christian, Z
- Kloss, Max, DNVP
- Klupsch, Franz, SPD
- Kneifel, Josef, SPD
- Koch, Julius, SPD
- Koch, Karl, DNVP
- Kochmann, Arthur, DDP
- Koepper, Joseph, Z
- Köhler, Gottlieb, DNVP
- Köller, Heinrich, DDP
- König, Christoph, SPD
- König, Albert, DDP (eingetreten am 2. Oktober 1919)
- Kopsch, Julius, DDP
- Koßmann, Bartholomäus, Z (ausgeschieden am 30. Juli 1919)
- Krause, Paul von, DVP
- Kries, Wolfgang von, DNVP
- Krug, Philipp, Z
- Krüger, Richard, SPD
- Kuckhoff, Josef, Z (ausgeschieden am 30. Mai 1919)
- Kuhle, Friedrich, DDP
- Küsters, Matthias, Z

## L
- Lang, Josef, SPD
- Langer, Robert, SPD
- Langer, Walter, DVP
- Langewand, Franz, Z
- Laser, Otto, DDP (ausgeschieden 1920)
- Lauer, Amalie, Z
- Lauscher, Albert, Z
- Lawatsch, Berta, SPD
- Leid, Carl, USPD
- Leidig, Eugen, DVP
- Leinert, Robert, SPD
- Letocha, August, Z
- Lewerentz, Friedrich, SPD
- Lichtenstein, Max, USPD
- Liese, Otto, DDP (eingetreten 1920)
- Limbertz, Heinrich, SPD
- Linz, Friedrich, DNVP
- Linz, Wilhelm, Z
- Loehr, Carl, Z
- Lüdemann, Hermann, SPD
- Lüdicke, Paul, DNVP
- Ludwig, Konrad, USPD
- Lukassowitz, Victor, DNVP
- Lutzenburg, Cornelius, SPD

## M
- Maiß, Georg, Z
- Marquard, Hugo, SPD
- Martin, Richard, DNVP
- Marx, Wilhelm, Z
- Matschkewitz, Paul, DNVP
- Matzies, Fritz, SPD
- Maxen, Wilhelm, Z (ausgeschieden am 10. September 1920)
- Mehrhof, Heinrich, SPD (ausgeschieden 1920)
- Mentzel, Ernst, DNVP
- Menzel, Gustav, USPD (seit 1920 VKPD)
- Merx, Peter, Z
- Meyer, Oscar, DDP
- Meyer, Theodor, DVP
- Meyer, Joseph, SPD
- Meyer, August, SPD
- Michel, Willy, SPD
- Mittag, Robert, DNVP
- Moldenhauer, Paul, DVP
- Moritz, Berthold, DDP
- Mosegaard, Anna, SPD (ausgeschieden 1919)
- Müller, Andreas, SPD
- Müller, Heinrich, SPD
- Müller, Hermann, SPD
- Müller, Karl, SPD
- Müller, Karl, SPD
- Müller, Peter, Z
- Müller, Theodor, SPD
- Musiol, Joseph, Z

## N
- Nebelung, Wilhelm, DDP (verstorben am 30. Januar 1920)
- Negenborn, Karl Georg, DNVP
- Neuber, Franz, Z
- Neuhaus, Karl, DNVP
- Neukirch, Emil, SPD (ausgeschieden 1919)
- Neumann, Bruno, SPD
- Neumann, Wilhelm, DNVP
- Neumann, Gustav, SPD
- Neumann, Martin, SPD
- Neumann, Alfred, Z
- Niestroj, Josef, Z
- Nitsch, Richard, SPD

## O
- Obuch, Gerhard, USPD
- Oellerich, Otto, SPD
- Oelßner, Alfred, USPD (seit 1920 VKPD)
- Oelze, Friedrich, DNVP
- Oeser, Rudolf, DDP
- Ommert, Karl, DDP
- Oppenhoff, Joseph, Z
- Osten-Warnitz, Oskar von der, DNVP
- Oswald, Otto, SPD
- Otto, Reinhold, DDP
- Otto, Rudolf, DDP (ausgeschieden am 31. August 1919)

## P
- Paetzel, Wilhelm, SPD
- Pargmann, Wilhelm, SPD
- Peter, Otto, SPD
- Peters, Hermann, SPD
- Pezel, Fritz, DDP (eingetreten am 20. April 1920)
- Philipp, Felix, SPD (ausgeschieden 1919)
- Pischke, Hermann, DVP
- Poehlmann, Margarete, DVP
- Poetzsch, Hugo, SPD (eingetreten 1920)
- Porsch, Felix, Z
- Prelle, Johannes, DHP
- Preuß, Hugo, DDP

## R
- Rade, Martin, DDP
- Rasch, Kurt, DVP
- Rau, Heinrich, SPD (ausgeschieden 1919)
- Rauschenberg, Reinhard, SPD
- Rebehn, Georg, DDP
- Reese, Gottlieb, SPD
- Regenfuß, Christoph, SPD
- Reichert, Minna, USPD (seit 1920 VKPD) (eingetreten im Juni 1920)
- Reineke, Werner, Z
- Reinhard, Wilhelm, DNVP
- Rhiel, Andreas, Z
- Richert, Hans, DVP
- Richtarsky, Hermann, Z
- Richter, Arthur, USPD (eingetreten 1920)
- Richter, Ernst von, DVP
- Richter, Max, SPD
- Richthofen, Hartmann Freiherr von, DDP
- Riedel, Alfred, DNVP
- Riedel, Oswald, DDP
- Rippel, Otto, DNVP
- Ritter, Karl Bernhard, DNVP
- Röhrich, Victor, Z
- Rösler, Heinrich, SPD (eingetreten 1920)
- Rosebrock, Karl, SPD
- Rosenfeld, Kurt, USPD
- Rump, Georg, Z/DHP
- Runge, Paul, SPD
- Ruer, Otto, DDP
- Rürup, Heinrich, Z
- Ruszezynski, Edmund, DDP

## S
- Sämisch, Arthur, USPD (seit 1920 VKPD)
- Sauermann, Franz, Z
- Sawatzki, Anton, Z
- Schadow, Wilhelm, SPD
- Schäfer, Heinrich, SPD
- Schauer, Wilhelm, SPD
- Scherer, Johannes, DDP
- Schlösser, Karl, SPD (ausgeschieden am 22. März 1919)[1]
- Schloßmann, Arthur, DDP
- Schluchtmann, Wilhelm, SPD
- Schmedding, Adolf, Z
- Schmidt, Albert, Z
- Schmidt, Georg, SPD
- Schmidt, Otto, DNVP
- Schmiljan, Alfred, DDP
- Schmitt, Jakob, Z
- Schmittmann, Benedict, Z[2]
- Schnackenburg, Bernhard, DDP
- Schoenkaes, Paul, Z
- Scholich, Gustav, SPD
- Schönwälder, Wilhelm, SPD
- Schrader, Heinrich, SPD
- Schreck, Carl, SPD
- Schreiber, Walther, DDP
- Schreiber, Eduard, SPD
- Schubert, Emil, SPD
- Schudy, Karl, SPD
- Schüling, Hermann, Z
- Schulte, Karl-Anton, Z
- Schulz, Wilhelm, SPD
- Schulze, Paul, DDP (eingetreten 1920)
- Schumann, Gustav, SPD
- Schümer, Georg, DDP
- Schwarz, Julius, SPD
- Seelmann-Eggebert, Erich, DNVP
- Seemann, Friedrich, SPD
- Seibold, Paul, SPD
- Sellin, Eugen, SPD (verstorben am 4. Februar 1920)
- Severing, Carl, SPD
- Siemen, Walther, DDP
- Siering, Wilhelm, SPD
- Sievert, Wilhelm, SPD
- Sommer, Paul, DDP
- Spohr, Elisabeth, DNVP
- Sprenger, Joseph, Z
- Steegmann, Franz, Z
- Steger, Christian, Z
- Stegerwald, Adam, Z
- Steinbrink, August, SPD
- Stendel, Ernst, DVP
- Stephan, Carl, SPD
- Stieler, Georg, Z
- Stoecker, Walter, USPD (ausgeschieden 1920)
- Stössel, Paul, SPD (eingetreten im Mai 1919)
- Stoffels, Elisabeth, Z
- Struve, Wilhelm, DDP
- Stubbe, Hermann, SPD

## T
- Tegeder, Wilhelm, DVP
- Tewes, Wilhelm, Z
- Thaer, Clemens, DVP
- Thiele, Adolf, SPD
- Tholl, Franz, SPD (verstorben am 26. Februar 1920)
- Traumann, Josef, Z (eingetreten am 10. September 1920)
- Trinowitz, Heinrich, SPD
- Troeltsch, Ernst, DDP
- Türk, Paula, SPD (eingetreten 1920)
- Twardy, Robert, SPD

## V
- Vennen, Heinrich, Z
- Vieth, Ferdinand, SPD
- Vieth, Max, SPD
- Vogelsang, Hermann, Z
- Voigt, Gustav, ? (eingetreten 1920)

## W
- Wangenheim, Walrab Freiherr von, Z/DHP
- Weber, Andreas, SPD
- Weese, Berthold, SPD
- Wegscheider, Hildegard, SPD
- Weißermel, Franz, DNVP
- Wende, Richard, SPD
- Wenke, Hugo, DDP
- Wentrup, Oskar, Z
- Werner, Ludwig, DNVP
- Westermann, Hermann, DDP
- Weyl, Hermann, USPD
- Wiglow, Emil, DDP
- Wildermann, Rudolf, Z
- Windau, Josef, USPD
- Winkler, Max, DDP
- Winter, August, SPD
- Witt, Paul, DNVP
- Wittich, Heinrich, SPD
- Wittmaack, Ernst, SPD
- Wittrock, Jakob, DDP
- Witzke, Oskar, USPD (ausgeschieden 1920)
- Wohlgemuth, Antonie, SPD
- Woldt, Richard, SPD
- Wolff, Wilhelm, DNVP (eingetreten 1920)
- Wronka, Gertrud, Z
- Wulfetange, Eduard, DHP
- Wutzky, Emil, SPD

## Z
- Zehnhoff, Hugo am, Z
- Ziegler, Willy, USPD (seit 1920 VKPD)
- Zimmer, Hermann, SPD
- Zimmer-Hönigsdorf, Wilhelm, Z (eingetreten am 5. Juni 1919)
- Zörgiebel, Karl, SPD

## Notizen
1. 1 2 3 4  Barbara von Hindenburg (Hrsg.): Biographisches Handbuch der Abgeordneten des Preußischen Landtags. Verfassunggebende Preußische Landesversammlung und Preußischer Landtag 1919–1933. Peter Lang, Frankfurt am Main 2017, ISBN 978-3-653-07049-1.
2. ↑  von Emigranten bezeichnet als Theoretiker der "deutschen staatenbundlichen Bewegung", ist 1939 im Gefängnis ums Leben gebracht worden. Quelle: "Union. Blätter der Emigration". Johannesburg, Jg. 1, 24. November 1939, S. 8. Die Schreibweise: Vorname mit c ist fehlerhaft Das Lemma nach seinem Namen erwähnt in der Literatur seine Rheinstaatbestrebungen.